# آتش‌بند
آتش‌بند Firestop حفاظت غیرفعال در برابر آتش است که برای آب‌بندی اطراف دریچه‌ها و بین اتصالات در یک دیوار یا کف دارای مقاومت در برابر آتش استفاده می‌شود. آتش‌بندها برای حفظ مقاومت دیوار یا کف در برابر آتش طراحی شده‌اند تا از گسترش آتش و دود جلوگیری کنند.

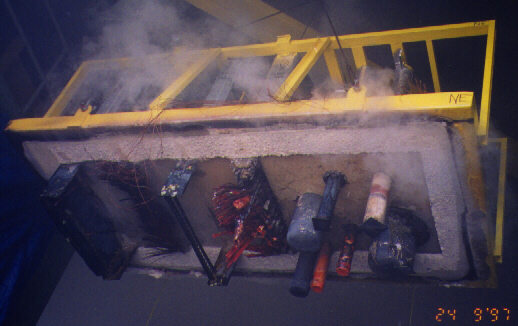
آزمایش آتش‌سوزی آتش‌بند بر پایه ملات
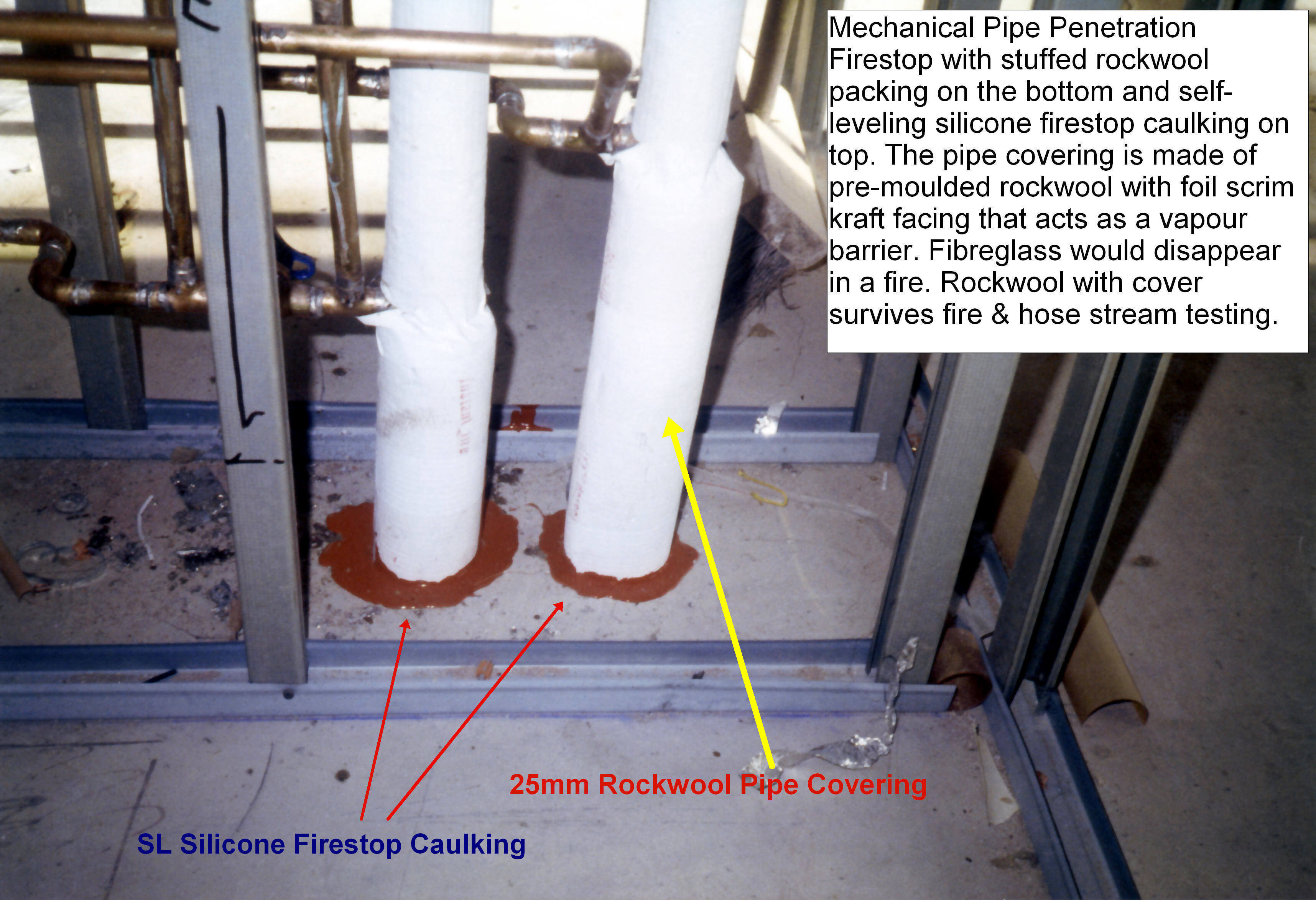
لوله با سوراخ‌های فلزی در یک دال بتنی با مقاومت ۲ ساعته در برابر آتش
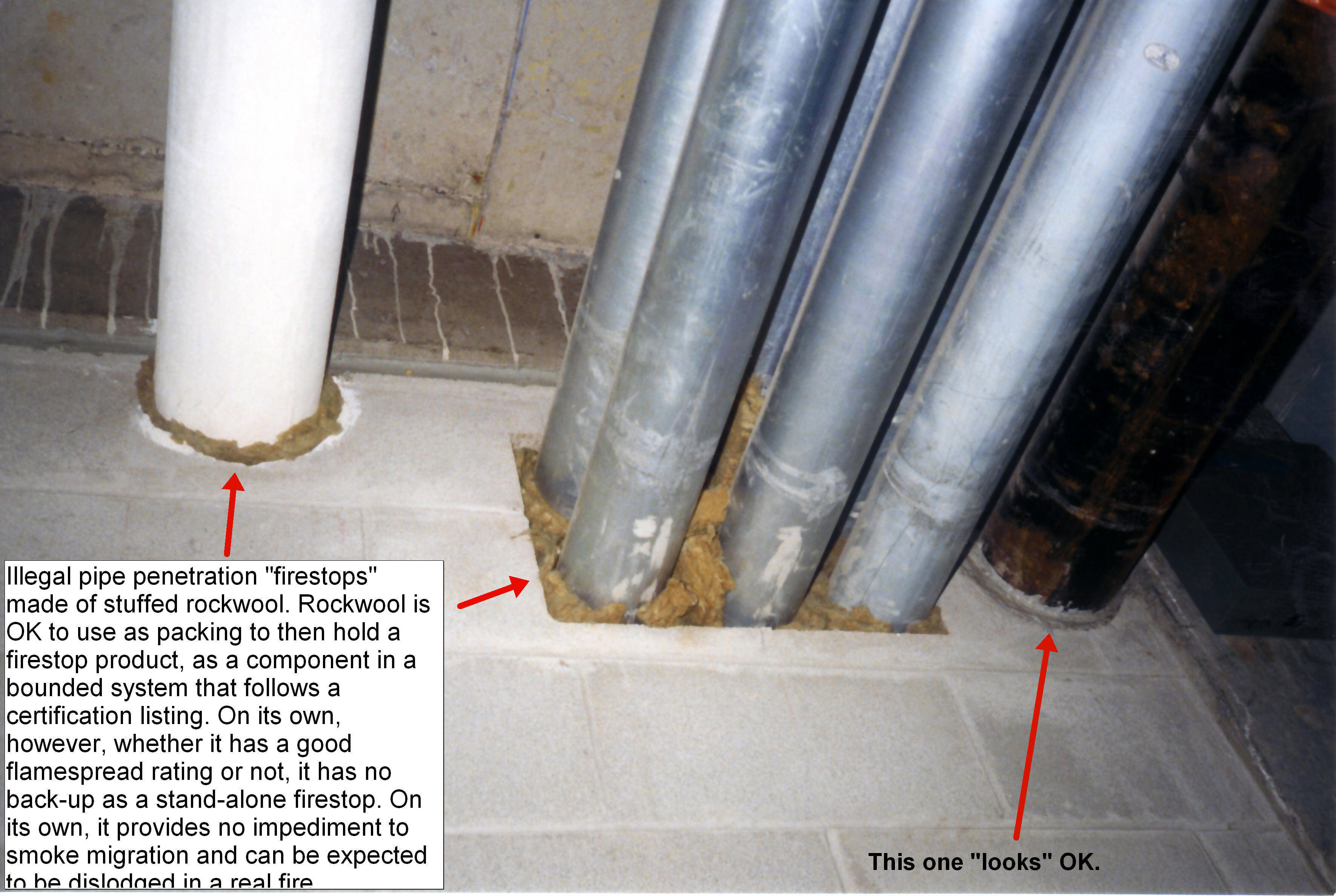
عایق آتش ناکافی با پشم سنگ
نقشه ساخت‌وساز آتش‌بند
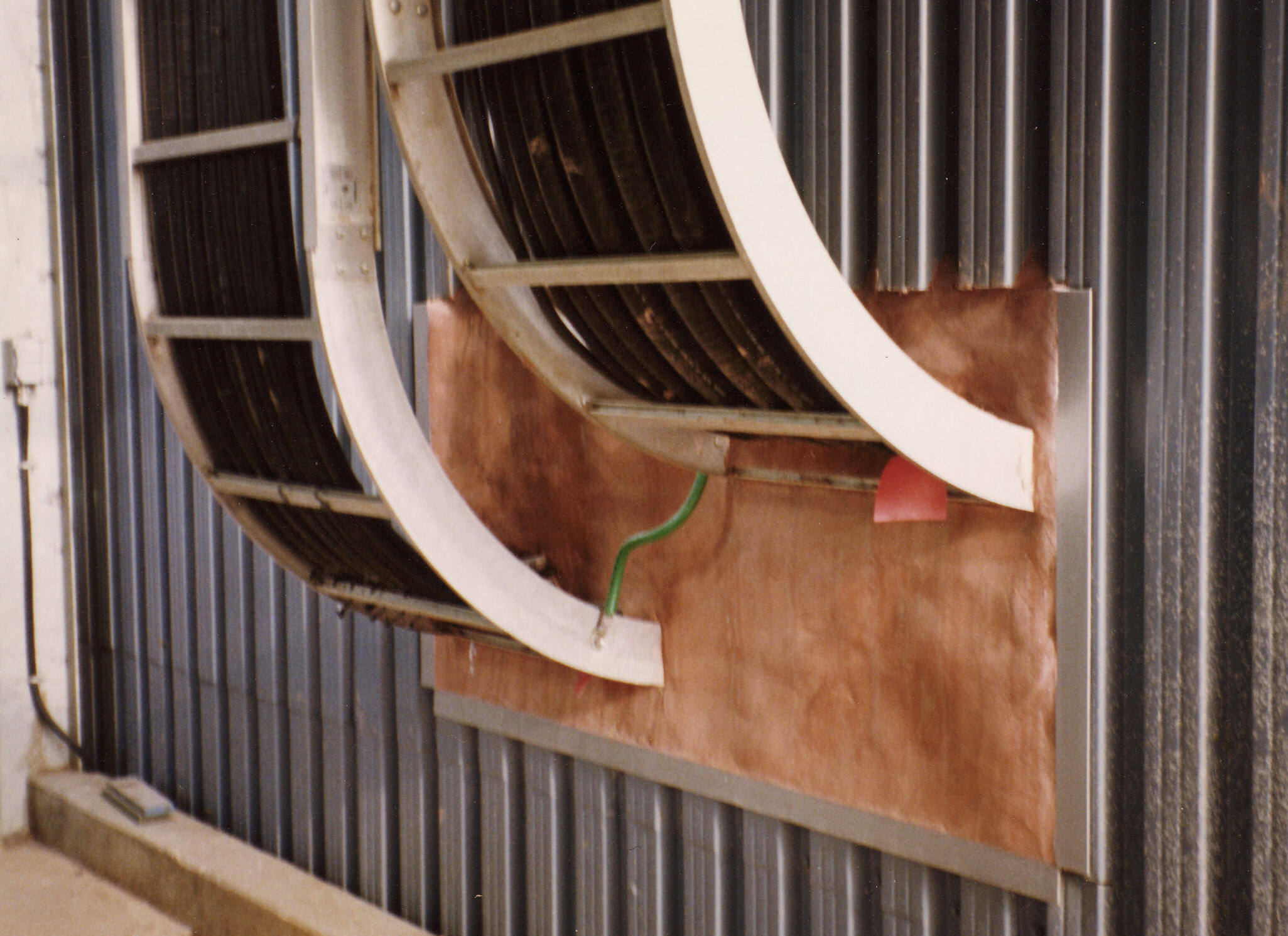
ملات ضدحریق سینی کابل